# Église Saint-Germain de Daumeray
L'église Saint-Germain est une église située à Daumeray, en France.

## Localisation
L'église est située dans le département français de Maine-et-Loire, sur la commune de Daumeray.

## Historique
Le trente-et-un juillet mil sept cent quatre-vingt-six, la première pierre de l’église qui est placée dans l’angle du côté gauche de la porte en entrant est bénie et placée par le vénérable et discret maître Michel Gault de la Grange, curé de Daumeray assisté de Maître Jacques Stanislas le Febvre, curé de Daumeray, Jacques Brisson, curé de Morannes, N. Farrayre, curé d’Huillé, N. Marchand, curé de Baracé, N. Quenion, curé de Lezigné, N. Lancelot, curé de la Chapelle Saint Laud, N. Meaupouent, desservant de Gouy, N. le Beurier, vicaire de Saint-Pierre du Durtal, N. le Dreux, vicaire de Notre-Dame de Durtal, N. Pilon, vicaire de la Chapelle Saint Laud, N. Farion, vicaire de la Chapelle d’Aligné, Julien Laurent, vicaire de Daumeray, N. Davi, vicaire du Pé, N. Aubert, vicaire de Gouy, N. Mussault, vicaire d’Etriché, J.P. Bréard, vicaire de Daumeray.
L'édifice est inscrit au titre des monuments historiques en 2002.